# Pecs - Pogany Airport
Pecs - Pogany Airport är en flygplats i Ungern. Den ligger i den sydvästra delen av landet, 180 km söder om huvudstaden Budapest. Pecs - Pogany Airport ligger 304 meter över havet.
Terrängen runt Pecs - Pogany Airport är huvudsakligen platt. Pecs - Pogany Airport ligger uppe på en höjd. Runt Pecs - Pogany Airport är det ganska glesbefolkat, med 32 invånare per kvadratkilometer. Närmaste större samhälle är Pécs, 10,3 km norr om Pecs - Pogany Airport. Trakten runt Pecs - Pogany Airport består till största delen av jordbruksmark.